# Активизм

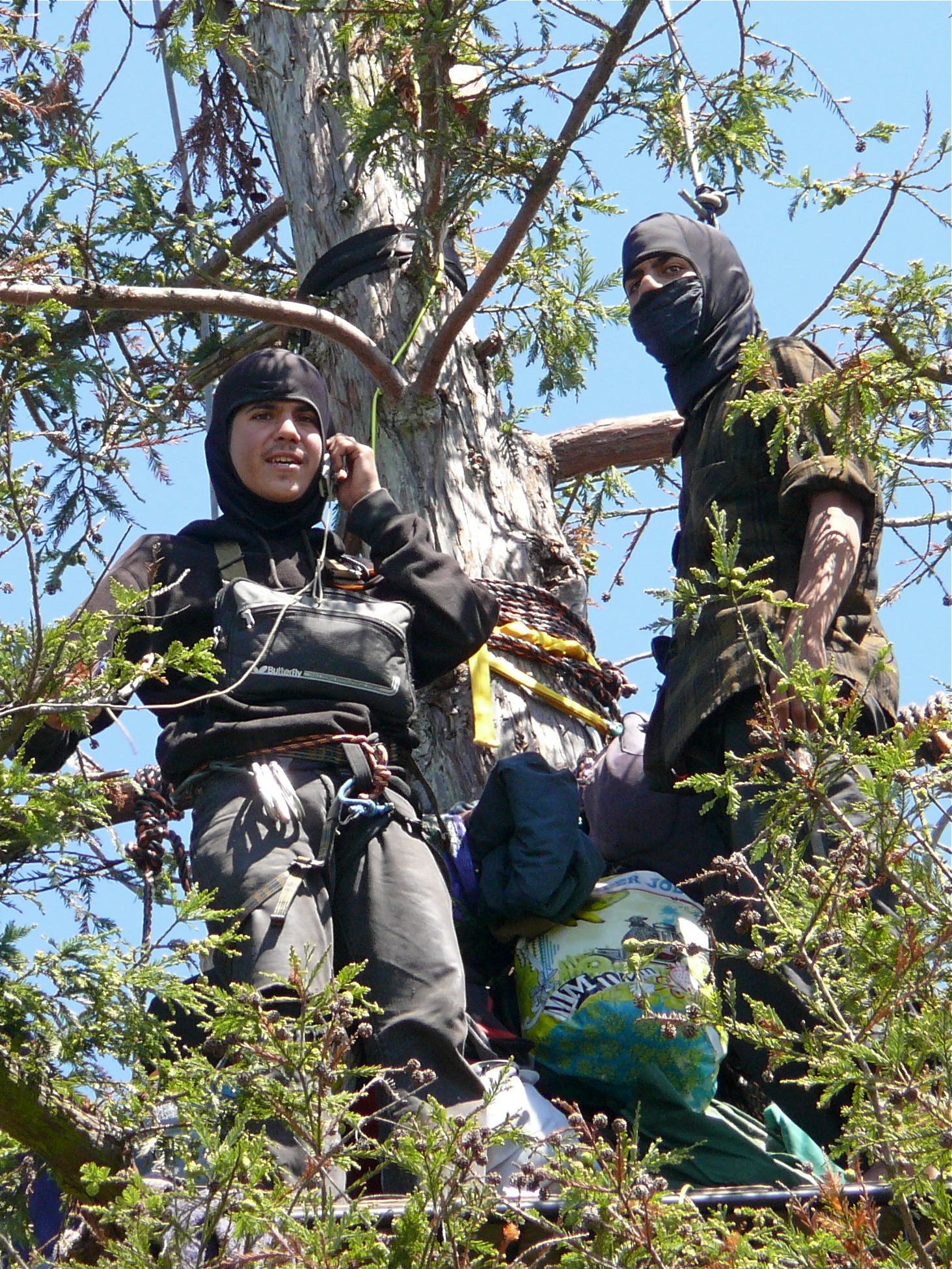
Протестующие сидят на дереве во время протестов против вырубки рощи для строительства физкультурного центра Калифорнийского университета в Беркли, 2008 год

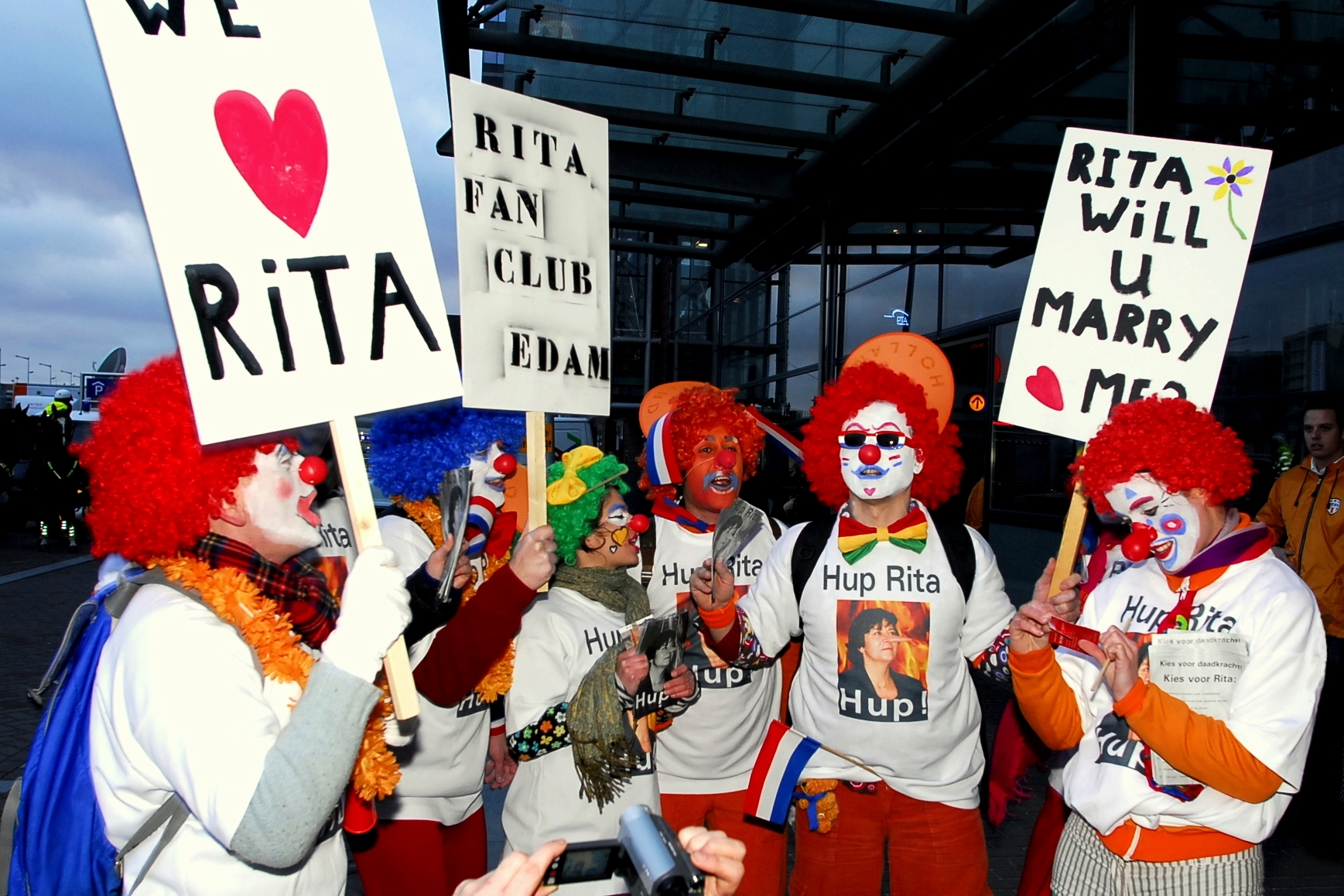
Противники нидерландского политика Риты Вердонк карикатурно изображают из себя её сторонников, 2008 год

Активи́зм — философский, политологический, экономический, экологический, социальный термин,  под которым в различных контекстах могут подразумеваться разные виды человеческой деятельности, активности.
Люди исповедующие активизм называются активисты и активистки. Следует различать течение активизма от прагматизма.

## История
В период развития буржуазного общества, ещё до Первой мировой войны возник Активизм как литературное и общественное направление — сначала в Германской империи, а потом и в некоторых других государствах и странах Запада. Во время и после мировой войны активизм претерпел значительные изменения. Основным носителем активизма была лево-буржуазная интеллигенция. В противоположность учению о «чистом» искусстве, активизм проповедовал идею «до конца ополитизированного искусства». По своему общественно-философскому мировоззрению, активизм — идеалистичен, исходит из учений Г. В. Ф. Гегеля, И. Г. Фихте, К. Маркса и учит, что «не человека следует изменить через изменение общества, а общество через изменение человека».
Во время Первой мировой войны активизм проникся пацифистскими и антимилитаристскими настроениями, а после революции 9-го ноября объявил себя, в лице некоторых левых членов группы, сторонником революции и даже идеи «немедленного освобождения рабочего класса».

## Разновидности активизма
В современном мире присутствуют следующие виды и типы активизма:
- Гражданский активизм — действия граждан, направленные на те или иные изменения в своей стране, предпринимаемые по собственной инициативе, независимо от государственной власти.
- Политический активизм
- Экологический активизм — активизм в области экологии, общественное экологическое движение, направленное на усиление мер по защите окружающей среды от отрицательного влияния деятельности человека, на предотвращение разрушения среды обитания.
- Интернет-активизм — активизм в интернете, использование электронных технологий связи, таких как электронная почта, «Всемирная паутина», и подкастов для различных форм активности, чтобы обеспечить скорейшее оповещение об активности граждан и представление отдельной информации широкой аудитории в мире.
- Экспрессионизм — термин «активизм» был предложен в начале XX века немецким литератором Куртом Хиллером для обозначения новых тенденций в литературе, позднее вошедших в историю под названием экспрессионизм.
- Экономический активизм (экономический бойкот, см. бойкот)
- Медиа-активизм (см. медиа)
- Подвижничество (религиозный активизм)
- Инвест-активизм — покупка небольших долей акций компаний и попытка повлиять на их деятельность путем публичной огласки.[8]

и другие